# Robert H. Garff
Robert Heiner Garff (* 15. September 1942; † 29. März 2020) war ein US-amerikanischer Politiker der Republikaner und Geschäftsmann. Garff war von 1985 bis 1987 Sprecher des Repräsentantenhauses des Bundesstaates Utah, dem er von 1978 bis 1987 als Abgeordneter angehörte, und Mitorganisator der Olympischen Winterspiele 2002.

## Leben
Robert „Bob“ Garff war Vorstandsvorsitzender der 1932 von seinem Vater gegründeten Ken Garff Automotive Group, einem Automobilhandel. Das Unternehmen gilt als einer der größten Fahrzeughändler in Utah und hat Niederlassungen in fünf weiteren Bundesstaaten.
Garff war Vorsitzender des Komitees, das die Olympischen Winterspiele nach Salt Lake City holte. An einem Bestechungsskandal des Komitees war er nicht beteiligt.
Bob Garff starb im März 2020 im Alter von 77 Jahren während der COVID-19-Pandemie in den Vereinigten Staaten an den Folgen einer SARS-CoV-2-Infektion.